# La guerra dei mondi (film 1953)
La guerra dei mondi (The War of the Worlds) è un film del 1953 diretto da Byron Haskin, ispirato all'omonimo romanzo di H.G. Wells del 1897. È considerato un classico del cinema di fantascienza.
Il film vinse un Premio Oscar per gli effetti speciali.
Nel 2011 è stato scelto per essere conservato nel National Film Registry della Biblioteca del Congresso degli Stati Uniti.

## Trama
Il film si apre con dei video tratti da filmati di guerra in bianco e nero, per poi passare all'immagine a colore dal titolo di testa. In un preambolo, un narratore esterno descrive alcuni pianeti del Sistema Solare, spiegando così i motivi per i quali i Marziani hanno deciso di conquistare la Terra, trovandola il mondo più abitabile e colonizzabile rispetto alle atmosfere ostili e inabitabili degli altri pianeti.
Infatti in un'estate di inizio anni cinquanta, nel periodo in cui Marte si avvicina di più alla Terra, un enorme oggetto fiammeggiante del tutto simile a una meteora si schianta nei boschi dei dintorni di Linda Rosa, una cittadina della California meridionale. I pompieri intervengono e riescono a spegnere le fiamme. Lo scienziato veterano del Progetto Manhattan Clayton Forrester, il giorno dopo, si reca nella zona dell'impatto e qui fa conoscenza con la professoressa Sylvia Van Buren in compagnia del pastore Matteo Collins, suo zio. La presunta meteora, che è impattata in modo ambiguo ed è più grossa rispetto alle altre dello stesso tipo, dimostra di essere leggermente radioattiva ed è ancora troppo rovente per poter essere esaminata più da vicino. A questo punto tre uomini vengono lasciati di guardia per la notte, mentre Forrester, Sylvia, Matteo e alcuni paesani festeggiano in ristorante.
Di notte, l'oggetto inizia ad aprirsi, svitandosi in un punto posto alla cima, e dal buco fuoriesce un braccio meccanico provvisto di un "occhio", che emette inquietanti sibili. I tre uomini che erano rimasti a fare la guardia, intuendo che si tratti di creature extraterrestri, provano ad avvicinarsi sventolando una bandiera bianca in segno di pace, ma vengono ridotti in cenere quando il braccio li travolge con un letale raggio che danneggia la centrale elettrica di Linda Rosa causando un black out. Forrester scopre che gli orologi di tutti i cittadini si sono fermati e che le bussole, anziché indicare il nord magnetico, puntano verso la zona d'impatto della presunta meteora. Usciti dal ristorante, Forrester e gli altri vedono che verso il bosco è scoppiato un incendio, quindi lui, lo sceriffo Bogany e un altro agente si recano sul posto e scoprono che linee elettriche sono a terra, che la macchina dei tre uomini è stata divisa in due e che questi ultimi sono stati inceneriti. Subito dopo il braccio fuoriesce ed il poliziotto cerca di fuggire in macchina, ma viene incenerito. Forrester e lo sceriffo riescono a ripararsi prima che il braccio faccia fuoco e subito dopo vedono cadere un'altra meteora.
L'esercito americano circonda il cratere della meteora. Un telegiornalista sul posto intervista un professore che lo informa che ne sono cadute altre in alcune parti del mondo e che ne è caduta un'altra nelle vicinanze. Anche il professor Forrester viene intervistato, il quale ipotizza che gli esseri provengano da Marte, che potrebbero respirare la nostra atmosfera ed avere più di un cervello. La notizia viene diffusa in tutta America. I militari mandano un aereo che possa gettare un bengala per dare la possibilità di vedere e fotografare gli esseri. Dal cratere escono luci verdi e varie fumate come se cercassero di uscire dalla meteora. Il sibilo ritorna e il braccio insegue l'aereo con il raggio per poi far fuoco nei dintorni, allontanando i presenti. I militari costruiscono un accampamento sul luogo, poco prima che inizi a muoversi qualcosa dal cratere, dal quale fuoriescono tre grosse macchine da guerra marziane che avanzano lentamente. Inaspettatamente, Matteo avanza verso le macchine recitando versi della Bibbia poiché, essendo un pacifista, tenta di fargli capire che non hanno nessuna intenzione di far loro del male. I Marziani invece inceneriscono il pastore. I soldati aprono il fuoco, ma inutilmente: le macchine marziane sono protette da uno scudo invisibile impenetrabile e iniziano a fare fuoco contro i terrestri, incenerendo i mezzi militari, bruciando l'accampamento e uccidendo il colonnello Ralph Heffner, provocando una terribile sconfitta.
Il maggiore generale Mann riesce a fuggire, mentre Forrester e Sylvia fuggono dallo scontro a bordo di un piccolo aereo ricognitore militare, ma si schiantano all'incontro con le macchine marziane. Scesi dall'aereo, i due si rifugiano in un fossato mentre l'aereo viene distrutto dalle stesse macchine. Intanto la notizia della carneficina si diffonde nel Pentagono dove il maggiore generale Mann informa il presidente che il nemico ha distrutto tutti i mezzi mandati sul luogo del cratere e che il professor Forrester non è rientrato. Il mattino seguente Forrester e Sylvia si ritrovano nei dintorni di Corona, dove un altro missile è caduto nelle vicinanze uccidendo tutti. Successivamente i due si rifugiano in una fattoria abbandonata, per riprendere fiato. Sylvia è rattristata per ciò che è successo a don Matteo. Provando paura per ciò che presto succederà nel mondo, avendo capito che i marziani, sono venuti con intenti ostili. Forrester però riesce a mantenere il sangue freddo. Per quanto i marziani, con le loro macchine abbiano dimostrato, la loro schiacciante superiorità bellica, egli è sicuro che abbiano dei punti deboli, e si promette che farà di tutto per trovarli. In quello stesso momento, precipita un altro missile marziano. I Marziani mandano un lungo cavo ottico a controllare la cantina e inizialmente fallisce a scovare i due umani. In seguito, Forrester e Sylvia incontreranno uno dei Marziani che viene ferito dallo scienziato (che preleva anche del sangue marziano). Il cavo ottico ritorna e Forrester lo mozza con un'ascia. I Marziani incendiano la fattoria dopo la fuga di Forrester e Sylvia. I due riescono a raggiungere l'Istituto Tecnologico a Los Angeles e analizzano le cose raccolte da Forrester: il sangue e la camera del cavo ottico raccolti fanno dedurre agli scienziati l'ottica e la fisicità dei Marziani: Il sangue degli alieni mostra cellule molto anemiche, e gli scienziati comprendono che nonostante siano, intelligenze superiori alla loro, a livello fisico, sono molto primitivi. Dall'occhio elettronico recuperato scoprono che la luce intensa gli dà fastidio, poiché i marziani provengono da marte e la luce del sole è molto meno intensa.
Le forze belliche del mondo uniscono le loro forze e si scontrano coraggiosamente contro gli invasori, ma nulla ha successo e i Marziani sgominano ogni cosa che incontrano sul loro cammino. I militari informano il presidente degli Stati Uniti di una base marziana nei dintorni di Los Angeles e, disperato, il presidente concede di sganciare una bomba atomica (10 volte più potente di quelle normali) con L'Ala Volante sulla base marziana, ma neppure la bomba ha effetto sui marziani, protetti dal loro scudo di forza. Il gruppo dell'Istituto Tecnologico deve assolutamente trovare una soluzione, perché stimano che i Marziani impiegheranno all'incirca 6 giorni per conquistare la Terra. Una possibilità sembra ancora esserci: Forrester, suggerisce di studiare, il sangue marziano recuperato, per creare un'arma biologica che possa uccidere direttamente gli invasori, spostando l'obbiettivo, dal battere le macchine aliene, ad'attaccare direttamente gli invasori. La città inizia a evacuare. Dopo essersi separato dal gruppo per prendere alcuni attrezzi importanti con il furgone, Forrester viene fermato per strada dove si scatena un homo homini lupus in cui alcune persone disperate, che non erano partite durante l'evacuazione, travolgono il furgone, probabilmente distruggendo le apparecchiature.
Tutto ormai sembra perduto, l'umanità è indifesa contro gli inarrestabili Marziani. Forrester vaga per la post-apocalittica Los Angeles durante l'attacco dei Marziani, finché decide di rifugiarsi in una silenziosa chiesa piena di fedeli. Proprio mentre l'edificio sta crollando per via dei Marziani, Forrester ritrova Sylvia e miracolosamente rimangono illesi dal crollo della cattedrale. Al di fuori, i presenti vedono con sorpresa che le macchine da guerra marziane stanno impattando al suolo, immobili. Forrester scopre che i potentissimi invasori stanno lentamente morendo. Infatti, come nel romanzo originale, i Marziani sono caduti vittima dei virus e batteri ai quali gli umani sono immuni. I più piccoli organismi che "Dio nella sua infinita saggezza aveva messo su questa Terra", hanno salvato la civiltà umana.

## Produzione
La Paramount Pictures che deteneva i diritti del romanzo di Wells fin dal 1924 aveva contattato Sergej Michajlovič Ėjzenštejn per dirigere il film nel 1930. Alla fine il progetto fu interrotto per divergenze artistiche.
Le sequenze delle distruzioni, soprattutto l'esplosione del municipio di Los Angeles, furono realizzate servendosi di grandi modelli ed esplosioni controllate (alcune di queste sequenze sono state riprese dalla serie TV Visitors.) in alcune scene sono evidenti riprese di crolli a San Sebastiano nei pressi di Napoli, a seguito dell'eruzione del Vesuvio del 1944. Altre scene furono tratte da filmati di guerra, in uno in particolare si vede un camion Breda armato di cannone da 90/53 distrutto da forze inglesi che avanzano.
Il sistema solare che si vede nell'introduzione del film è stato dipinto da Chesley Bonestell.
Nella sequenza in cui la prima astronave si alza, nella parte inferiore si possono notare le tre gambe elettriche proiettare altrettanti fasci luminosi. Si tratta di un effetto speciale realizzato facendo scaricare migliaia di volt dal modello a terra attraverso dei cavi; tuttavia, questa tecnica venne abbandonata in quanto troppo costosa oltre che pericolosa, e si ha modo di vederla solo in questa scena. In tutte le altre scene in cui le astronavi aliene avanzano l'unica presenza dei raggi è data dal terreno che prende fuoco con flebili fiammelle nel punto in cui i tre raggi dovrebbero cadere. Operazione questa praticamente inutile in quanto passa inosservata allo spettatore e comunque non aggiunge nulla alla drammaticità dell'azione.
Il disegno dell'astronave venne curato dal direttore artistico di origini giapponesi Al Nozaki, la cui idea per la forma base si ispirava al corpo della manta. La loro origine aliena venne resa con l'assenza assoluta di saldature visibili. L'idea e la progettazione delle astronavi ha una storia piuttosto interessante: George Pal non volle assolutamente che gli alieni avessero astronavi simili ai missili allora in voga ed ebbe l'idea geniale di ispirarsi al mondo animale. I due animali scelti furono la manta per la fusoliera ed il cobra per l'armamento. Nozaki disegnò prima e costruì dopo un piccolo modello che si diversificava dal progetto produttivo avendo l'armamento a forma di cobra come prolungamento posteriore dell'astronave, ma questa scelta non piacque a Pal che vedeva la cosa come incongruente: si passò quindi ad inserire il cobra all'interno dell'astronave come soluzione definitiva. Per ultimo venne provata una gamma di colori per illuminare l'interno. Rapidamente si arrivò al colore verde che aveva a proprio favore due elementi: il primo era la complementarità con il colore rossiccio rame dell'astronave ed il secondo era che il verde rappresentava tradizionalmente il colore del mistero e dell'ignoto. La costruzione vera e propria avvenne nel reparto costruzioni e modelli della casa produttrice dove ne venne realizzato un prototipo in creta da cui si trasse un calco che servì per ribattervi sopra, usando lamierino di rame, l'astronave definitiva. Anche l'aspetto dei marziani è opera di Nozaki, costruiti e animati dal truccatore Charles Gemora.
Il talento di Byron Haskin come esperto di effetti speciali lo avrebbe reso il candidato ideale per la regia, in quanto da bambino è stato testimone di un terrificante terremoto a San Francisco, esperienza che gli sarebbe tornata utile per realizzare i particolari della distruzione con estremo realismo. Nel corso della sua carriera, in seguito, sarebbe stato sempre più coinvolto nella creazione degli effetti speciali per la serie TV The Outer Limits, della quale diresse anche diversi episodi divenuti classici del genere.

## Distribuzione

### Home video
La 1ª edizione in DVD è uscita nel 2000 distribuita dalla Paramount Pictures Home Video e contiene 13 scene. L'edizione speciale da collezione è uscita nel 2005 e contiene alcuni contenuti speciali: commento di Ann Robinson e Gene Barry, commento di Joe Dante e di uno storico del cinema, Il cielo sta crollando - Il Making of de La guerra dei mondi, Herbert George Wells - Il padre della fantascienza, trailer cinematografico originale, The Mercury Theatre on the Air presenta la trasposizione radiofonica di La guerra dei mondi di Herbert George Wells (l'intera trasposizione radiofonica del libro che ha terrorizzato il New Jersey nel 30 ottobre 1938 per dire "Boo! È Halloween!"); include un booklet di 12 pagine La guerra dei mondi che racconta la genesi del romanzo e il making of del film.
La guerra dei mondi ha vinto il premio Red Carpet ed è stato inserito in una collana di DVD "Red Carpet", con gli stessi contenuti dell'edizione normale.

## Doppiaggio italiano
Nella versione in inglese vengono citate varie città italiane come luoghi di atterraggio delle macchine marziane per dare l'idea di una invasione mondiale. Con il doppiaggio in italiano si pensò bene di cambiare il nome delle città per non suscitare l'ilarità nella sala dei luoghi citati e dove il film sarebbe stato proiettato. E così la città di Napoli fu definita Atene e quella di Taranto venne rinominata Corinto. Nel doppiaggio vi furono anche refusi che rendono incomprensibili alcuni passaggi dei dialoghi. Il primo fu quello che si svolge di giorno dopo il ritrovamento della finta meteora in cui alcuni abitanti del luogo dialogano su che convenienza pratica vi sia ad avere una meteora vicino al proprio paese. Tra le varie ipotesi vi è quella del commerciante del paese che, sollecitato da altri se convenga approntare una sorta di ristorante all'aperto per turisti, risponde che il cibo se lo porteranno da soli. È evidente che il dialogo è in contrasto con l'attività dell'uomo; infatti nel dialogo originale dice esattamente il contrario e cioè che mangeranno grazie al servizio da lui offerto. L'altro punto quanto meno grottesco è nel finale in cui il protagonista dice vedendo le astronavi precipitare: "gli sta succedendo qualcosa". Nel contesto drammatico del momento suona come un'affermazione inappropriata visto che il fatto è palese. Nell'originale invece dice: "sta succedendo qualcosa". In questo caso la frase è congruente in quanto esprime la curiosità sottintesa di sapere perché le astronavi stiano precipitando senza motivo apparente.

## Critica
(Leonard Maltin, Leonard Maltin's Movie & Video Guide)

## Riconoscimenti
- Premi Oscar 1954
  - Migliori effetti speciali

## Confronto con il romanzo originale
Fu il produttore George Pal a volere che la storia fosse ambientata nel mondo contemporaneo.
A dispetto delle differenze dal racconto originale di H.G. Wells, la versione cinematografica conserva tuttavia numerose situazioni e idee del libro. Sono utilizzati, per esempio, i tripodi, anche se solo in teoria. Invece che da gambe meccaniche, infatti, le macchine da guerra sono sostenute da tre raggi magnetici. Come è noto lo scopo di Wells era quello di criticare duramente le drammatiche ingiustizie ed ipocrisie della società vittoriana attraverso una costruzione sociologica della storia camuffata da romanzo avvincente e di fantasia. Pal spostando negli anni '50 la storia la rese enormemente più appetibile per il pubblico dell'epoca ma non dimenticò lo scopo primario di Wells: tracciare uno spaccato della società stimolato in questo da avvenimenti drammatici. Facendo un minimo di attenzione si nota che sin dalle prime scene vengono rappresentate tutte le categorie sociali dell'America di quegli anni: lo studente, il commerciante, l'agricoltore, l'autorità rappresentata dallo sceriffo, la religione ed infine la scienza nella persona del protagonista.
Nella prima scena drammatica in cui gli alieni riducono in cenere i tre uomini lasciati di guardia alla finta meteora, Pal, nella concitata scena che precede la loro morte li fa parlare, ed ognuno di essi a seconda della propria collocazione sociale e perciò culturale esprime parere diverso rispetto all'ignoto permettendo allo spettatore di avere un'idea efficace di quale sia il pensiero corrente dell'americano medio di fronte ad una ignota minaccia. Una differenza sostanziale rispetto al romanzo è l'atteggiamento di Pal nei confronti della religione. Wells trattò il prete presente nel romanzo come uno sciocco ed insulso ometto piagnucoloso mentre Pal pervase tutto il film di un palese sottotesto cristologico. Il prete è una degna persona nella vita civile ed un eroico prelato pronto a sacrificarsi per gli altri. La distruzione sistematica del mondo è messa in palese contrasto col desiderio divino: ci vollero 7 giorni per farlo e gli alieni in 7 giorni riusciranno a distruggerlo. Il protagonista è uno scienziato giovane e brillante ma non riuscirà a trovare il modo di fermare i marziani; neppure l'esercito con l'uso della bomba atomica ci riuscirà. Solo Dio, il creatore, salverà il mondo attraverso l'intervento della natura nella sua forma più minuscola: i batteri.

## Opere derivate
Dal film venne tratta una trasposizione radiofonica, trasmessa l'8 febbraio 1955 all'interno del programma Lux Radio Theatre. L'idea del programma era ispirata alla famosa trasmissione di Orson Welles del 1938 che aveva scatenato il panico tra i radioascoltatori.

## Influenza culturale
- Independence Day (1996) presenta varie citazioni del film del 1953, dallo scudo energetico alieno alla rapida disfatta delle forze terrestri, all'inefficacia del bombardamento atomico. Non manca l'idea di un virus letale per le forze aliene, in questo caso un virus informatico somministrato da scienziati terrestri.
- Il film La guerra dei mondi di Steven Spielberg del 2005, tratto sempre dal libro di H.G. Wells, omaggia il film del 1953 con un black out causato dall'arrivo degli invasori, i Tripodi dotati di scudo deflettore, il cavo ottico (nel romanzo era il tentacolo di una macchina marziana) e con l'inquadratura della mano aliena che striscia fuori da un Tripode caduto. Hanno un cameo nell'epilogo di questo film Gene Barry e Ann Robinson, i protagonisti del film del 1953.
- Spielberg cita nuovamente il film in Ready Player One (2018) nella scena in cui Sorrento incontra i-R0k. Una volta inserito nel mondo virtuale, Sorrento si ritrova ai pressi di un Tripode del film del 1953 distrutto.